# Serra da Contamana
A serra da Contamana é uma cordilheira rochosa que se localiza na fronteira do Acre (Brasil) com Ucayali (Peru) com altitudes médias de 609 metros. Este é considerado o ponto mais ocidental do Brasil. Ela é rica em biodiversidade.